# Exlibris Records
Exlibris Records, Exlibris Musik eller Gyldendals musikförlag grundades 1975 i Danmark.
Företaget ägs av ett av Danmarks största företag, Gyldendal.